# Stryen Indian Reserve 9
Stryen Indian Reserve 9 är ett reservat i Kanada.   Det ligger i provinsen British Columbia, i den södra delen av landet, 3 400 km väster om huvudstaden Ottawa.
I omgivningarna runt Stryen Indian Reserve 9 växer i huvudsak barrskog. Runt Stryen Indian Reserve 9 är det ganska glesbefolkat, med 34 invånare per kvadratkilometer.